# Alex Willian
Alex Willian Costa e Silva (sinh ngày 18 tháng 3 năm 1988 ở Piquete, São Paulo), còn được biết với tên Alex Willian, là một cầu thủ bóng đá người Brasil thi đấu cho Mumbai FC ở vị trí Tiền vệ tấn công.
Anh có màn ra mắt cho Santos ở Campeonato Paulista trước Bragantino ngày 27 tháng 1 năm 2008.
Anh ký hợp đồng với Mumbai FC vào tháng 2 năm 2017. Anh có màn ra mắt trước Mohun Bagan ở I-league trên sân Cooperage

## Danh hiệu
- São Paulo State Championship (U 20): 2007